# Alfa Romeo 4C
Alfa Romeo 4C – samochód sportowy klasy kompaktowej produkowany pod włoską marką Alfa Romeo w latach 2013 – 2020.

## Historia i opis modelu

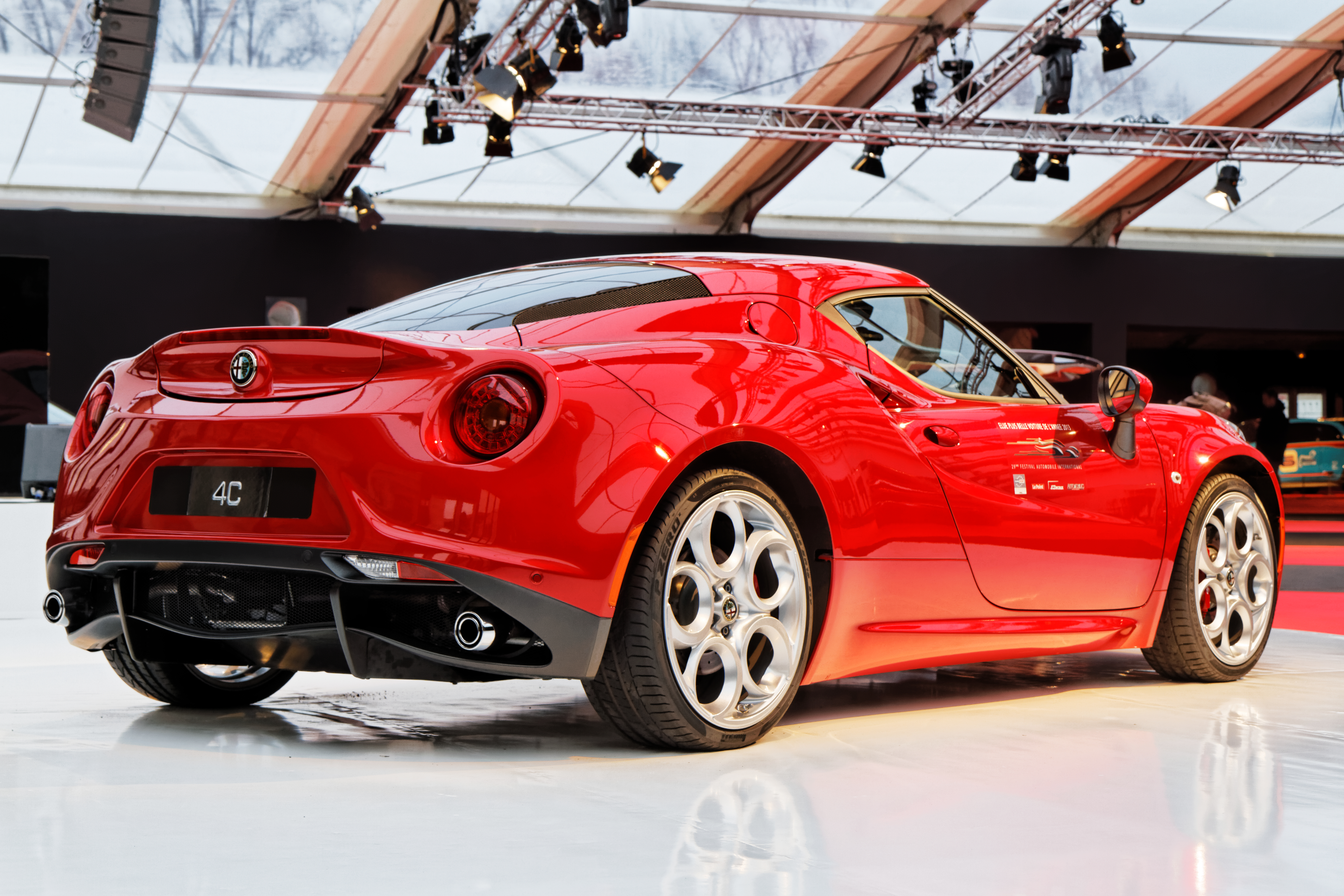
Alfa Romeo 4C Coupé - tył

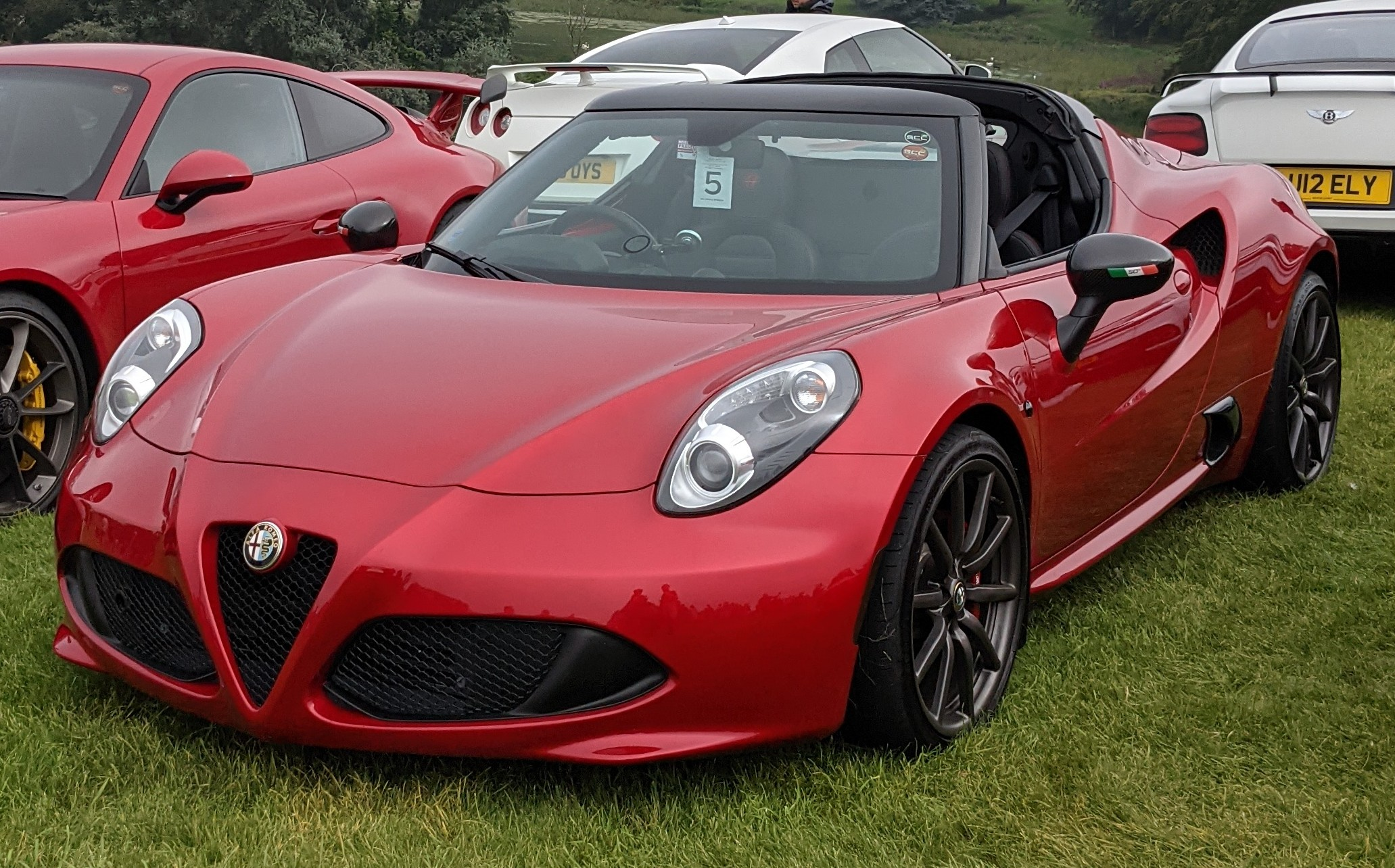
Alfa Romeo 4C Spider

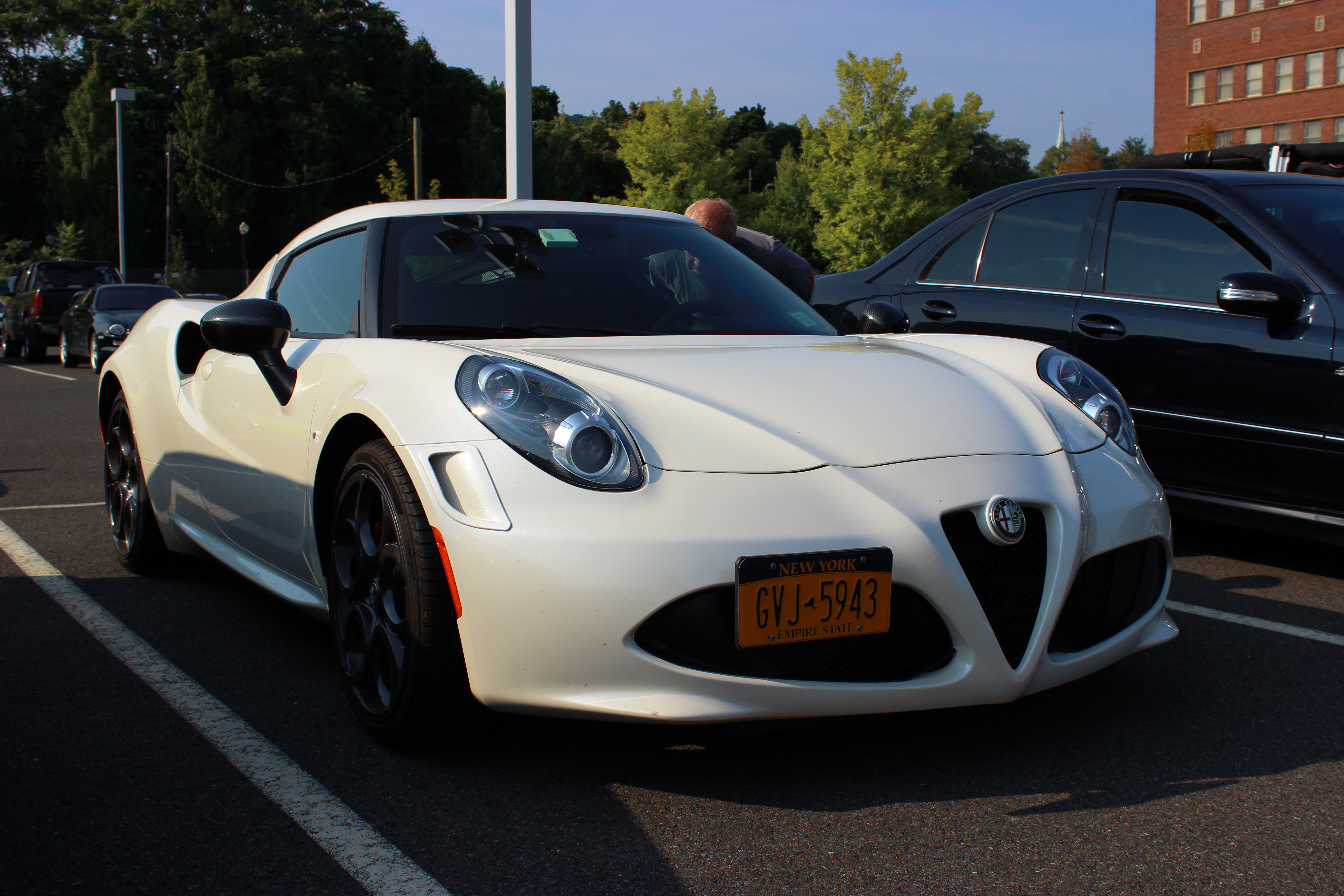
amerykańska Alfa Romeo 4C Coupé

Pojazd po raz pierwszy został zaprezentowany jako auto koncepcyjne podczas targów motoryzacyjnych w Genewie w marcu 2011 roku pod nazwą 4C Concept. Wersja produkcyjna pojazdu została zaprezentowana dwa lata później podczas targów motoryzacyjnych we Frankfurcie.
Zamierzeniem producenta było zbudowanie samochodu o jak najmniejszej masie własnej, aby zapewnienić jak najlepsze osiągi. Nadwozie pojazdu zostało wykonane przy udziale materiałów lekkich - aluminium oraz włókna węglowego. Auto zostało wyposażone w jedną jednostkę napędową, specjalnie odchudzoną oraz wyposażoną w aluminiowy blok o pojemności 1.75 litra wyposażoną w turbosprężarkę znaną z modelu Giulietta QV.
Pod koniec 2013 roku zdecydowano o zmianie wyglądu przednich reflektorów, które przypominają te zastosowane w 4C Concept.  
Oficjalny samochód bezpieczeństwa w zawodach WTCC. 

### Wyposażenie[3]
- Launch Edition

Standardowe wyposażenie pojazdu obejmuje m.in. ABS, 2 poduszki powietrzne, system kontroli trakcji VDC z samoblokującym elektronicznym mechanizmem różnicowym, zestaw aerodynamiczny wykonany z carbonu, światła do jazdy dziennej wykonane w technologii LED, tylny dyfuzor oraz 17-calowe alufelgi z przodu i 18-calowe alufelgi z tyłu, skórzaną kierownicę, gniazdo 12V, radio CD, nawigację satelitarną, atermiczne elektrycznie sterowane szyby z elektryczną blokadą drzwi, system Alfa DNA pozwalający na wybór trybu jazdy: Race, Dynamic, Normal i All Weather; system Launch Control zapobiegający poślizgowi kół napędowych przy przyśpieszaniu.
Opcjonalnie auto wyposażyć można m.in. w 18 calowe alufelgi przednie oraz 19 calowe alufelgi tylne, pokrowiec na samochód, sportowy układ wydechowy, spojler, klimatyzację manualną, elektryczne sterowanie lusterek, tempomat, uchwyt na kubek, zestaw sportowego zawieszenia, tylne czujniki parkowania, obudowę licznika pokrytą włóknem węglowym, skórzane fotele, światła przednie wykonane w technologii Bi-LED, ultradźwiękowy system antykradzieżowy oraz dwa pakiety: sportowy Racing oraz Lux.

### Sprzedaż
Zaprezentowana pod koniec 2020 r. odmiana Alfy Romeo 4C Spider 33 Stradale Edition (produkcję 4C z zamkniętym dachem zakończono w 2019 r.) nawiązuje do modelu włoskiej marki z 1964 r. o takiej samej nazwie i jest przeznaczona na rynek północnoamerykański. Powstanie jedynie 33 sztuk – każda pomalowana specjalnym trójwarstwowym lakierem Rosso Villa d'Este. Kolejne wyróżniki 33 Stradale Eiditon to złote obręcze aluminiowe (18-calowe z przodu, 19-calowe z tyłu) oraz plakietki z nazwą edycji. Ta, umieszczona na konsoli środkowej, jest numerowana. Ale to nie wszystko – na przyszłych właścicieli auta czeka specjalna kronika, opracowana przez Centro Stile i zawierająca tematy poruszające historię 4C oraz informacje o 33 Stradale. 
Polscy klienci zakupili cztery egzemplarze 4C Launch Edition, chociaż lista zamówień była znacznie dłuższa.

### Dane techniczne
| Silnik                   | Pojemność skokowa [cm³]  | Typ silnika              | Umieszczenie i położenie silnika | Moc maksymalna [KM] przy obr./min | Maks. moment obrotowy [Nm] przy obr./min | Przyspieszenie 0-100 km/h [s] | Prędkość maks. [km/h]    | Średnie zużycie paliwa [l/km/h] | Emisja CO2 [g/km]        |
| Silniki benzynowe Euro 6 | Silniki benzynowe Euro 6 | Silniki benzynowe Euro 6 | Silniki benzynowe Euro 6         | Silniki benzynowe Euro 6          | Silniki benzynowe Euro 6                 | Silniki benzynowe Euro 6      | Silniki benzynowe Euro 6 | Silniki benzynowe Euro 6        | Silniki benzynowe Euro 6 |
| ------------------------ | ------------------------ | ------------------------ | -------------------------------- | --------------------------------- | ---------------------------------------- | ----------------------------- | ------------------------ | ------------------------------- | ------------------------ |
| 1.75 TBi                 | 1750                     | R4 Turbo                 | centralnie poprzecznie           | 240/6000                          | 350/2100-4000                            | 4,5                           | 258                      | 6,8                             | 157                      |